# Henry Munyaradzi
Henry Munyaradzi (1931-17 de febrero de 1998) fue un escultor de Zimbabue.
Nació en Chipuriro a 30km de Guruve, hijo de un médium que abandonó la familia cuando él era joven. Se dedicó en su juventud a la cría de ganado y la caza con perros, con lanzas, arcos y flechas. Munyaradzi no asistió a la escuela y nunca llegó a hablar bien el inglés. Con el tiempo se convirtió en el herrero del pueblo, y también trabajó como carpintero y cultivador de tabaco.